# Cultura de Kunda

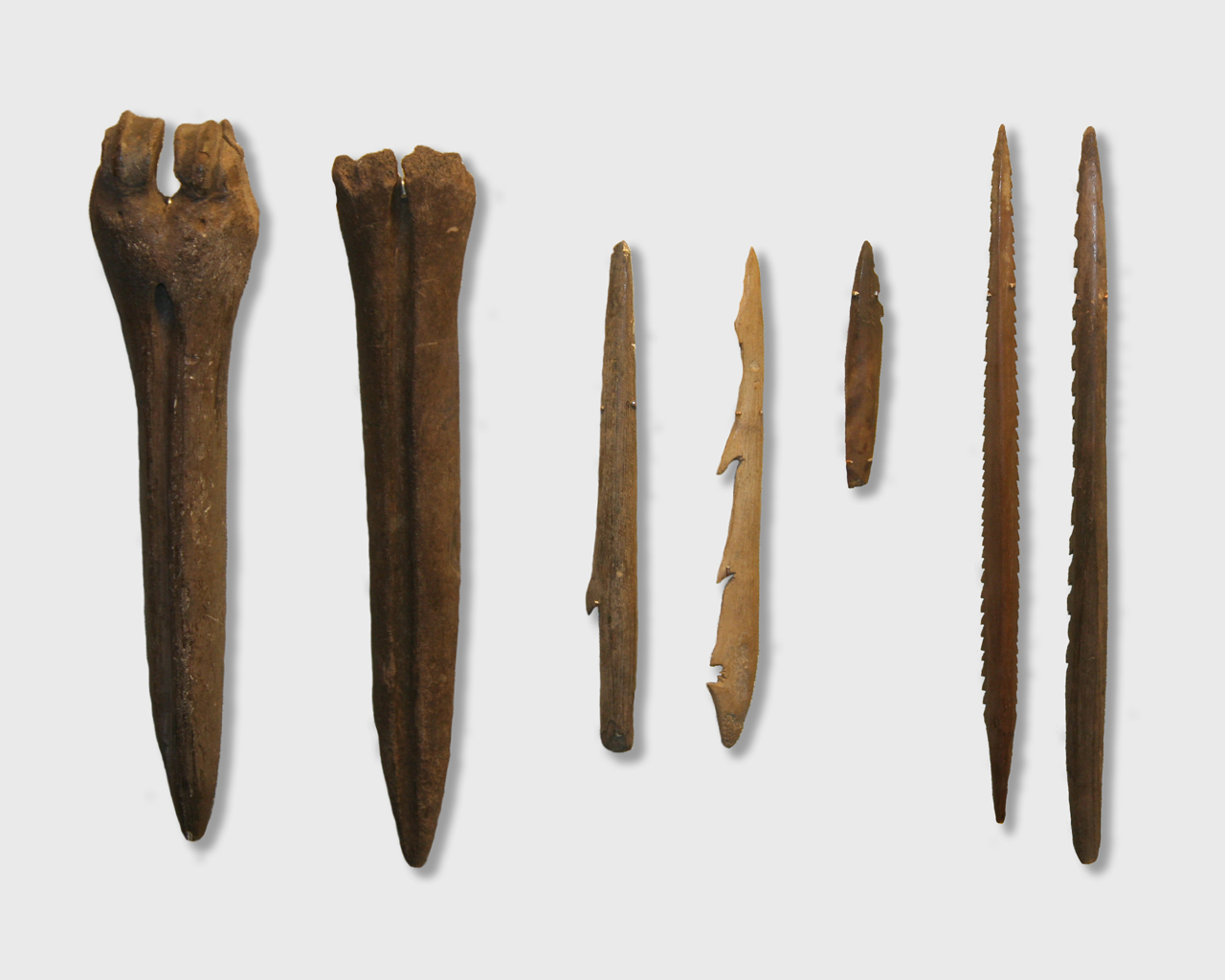
Herramientas de la Cultura de Kunda.

Cultura de Kunda. La Cultura de Kunda tiene sus raíces en la Cultura Swideriense. Cultura de cazadores-recolectores mesolíticos, de la zona forestal del Báltico. Esta cultura se extendió hacia el este, a través de Letonia y el norte de Rusia, y data de entre el 8000 a. C. y el 5000 a. C.
Lleva el nombre de la ciudad estonia de Kunda, unos 110 kilómetros al este de Tallin, en el golfo de Finlandia.
La mayoría de los asentamientos de Kunda se encuentran cerca del borde de los bosques, junto a ríos, lagos o pantanos. Los alces fueron ampliamente cazados, tal vez con la ayuda de perros entrenados para la caza. También se tiene constancia de la cacería de focas en las costas, y de la pesca en los ríos. Existe una rica industria ósea, especialmente en relación con los artes de pesca. Las herramientas eran decoradas con diseños geométricos simples, que carecen de la complejidad de las comunidades contemporáneas de la Cultura Maglemosiense, hacia el suroeste.
La cultura de Kunda fue sucedida por la cultura de Narva. El asentamiento más antiguo conocido de la Cultura de Kunda en Estonia es el asentamiento de Pulli.
La cultura de Kunda parece haber surgido desde la cultura paleolítica Swideriense, situada anteriormente en la mayor parte del mismo territorio. El Swideriense final se fecha en 7800 a. C.-7600 a. C.
Evidentemente, los descendientes de los swiderienses fueron los primeros en establecerse en Estonia cuando se convirtió en habitable con la retirada de los hielos. Otros grupos de post-swiderienses se extendieron hacia el este hasta los montes Urales.